# Edith Schönert-Geiß
Edith Schönert-Geiß (* 7. August 1933 in Dresden; † 12. Juni 2012 in Berlin) war eine deutsche Numismatikerin. Ihr Fachgebiet waren die antiken griechischen Münzen, insbesondere von Thrakien.

## Leben
Nach dem Abitur in Dresden studierte Edith Schönert an der Humboldt-Universität zu Berlin Geschichtswissenschaft. Bereits mit 23 Jahren erhielt sie zum 1. September 1956 eine Anstellung an der Akademie der Wissenschaften der DDR (Zentralinstitut für Alte Geschichte und Archäologie), wo sie seither am wieder aufgenommenen Griechischen Münzwerk arbeitete, zuletzt als Leiterin der Arbeitsstelle.
Nach ihrer Heirat nahm sie den Namen Geiß an, publizierte jedoch unter dem Doppelnamen Schönert-Geiß. 1960 wurde sie mit einer Dissertation über die Provinzialprägung der Stadt Perinthos an der Humboldt-Universität promoviert. Ihre Habilitation über Die frühe Silberprägung von Byzantion folgte im Jahr 1966.
Für ihre Verdienste um die Erforschung der griechischen Münzprägung wurde sie 1963 zum Ehrenmitglied der Rumänischen Numismatischen Gesellschaft und 1987 zum Ehrenmitglied der Numismatischen Gesellschaft von Stara Sagora in Bulgarien ernannt. Die Stadt Stara Zagora verlieh ihr die Ehrenbürgerwürde.
Zum Eintritt in den Ruhestand am 31. August 1998 wurde sie mit einer Festschrift geehrt.

## Veröffentlichungen
- Die Münzprägung von Perinthos (= Griechisches Münzwerk. Schriften der Sektion für Altertumswissenschaft. Band 45). Text- und Tafelband, Berlin 1965.
- Die Münzprägung von Byzantion (= Griechisches Münzwerk. Schriften zur Geschichte und Kultur der Antike. Band 2). Teil 1: Autonome Zeit. Text- und Tafelband, Berlin/Amsterdam 1970. Teil 2: Kaiserzeit. Text- und Tafelband, Berlin/Amsterdam 1972.
- Die Münzprägung von Bisanthe – Dikaia – Selymbria (= Griechisches Münzwerk. Schriften zur Geschichte und Kultur der Antike. Band 13). Berlin/Amsterdam 1970 (2. Auflage 1972).
- mit Karl Matthiae: Münzen aus der urchristlichen Umwelt. Berlin 1981.
- Die Münzprägung von Maroneia (= Griechisches Münzwerk. Schriften zur Geschichte und Kultur der Antike. Band 26). Text- und Tafelband, Berlin 1987, ISBN 3-05-000226-3.
- Antike Münzen. Sammlung H. A. S. (= Aus den Sammlungen der Winckelmann-Gesellschaft in Stendal. Band 1). Stendal 1989.
- Die Münzprägung von Augusta Traiana und Traianopolis (= Griechisches Münzwerk. Schriften zur Geschichte und Kultur der Antike. Band 31). Berlin 1991, ISBN 3-05-000940-3.
- Bibliographie zur antiken Numismatik Thrakiens und Mösiens. Berlin 1999, ISBN 3-05-003286-3.

Eine Liste der veröffentlichten Aufsätze und Rezensionen findet sich in der Festschrift von 1998.